# Nemanja Obradović
Nemanja Obradović (serbisch-kyrillisch Немања Обрадовић; * 8. Januar 1991 in Kruševac, SFR Jugoslawien) ist ein serbischer Handballspieler.

## Karriere

### Verein
Der zwei Meter große linke Rückraumspieler spielte in Serbien für den RK Napredak, den RK Jagodina und Metaloplastika Šabac. Mit Šabac erreichte er im EHF Challenge Cup 2013/14 das Endspiel, welches man gegen IK Sävehof mit 26:37 verlor. In der Saison 2015/16 stieg er mit Valence Handball aus der zweiten französischen Liga ab. Daraufhin wechselte er zum nordmazedonischen Erstligisten HC Metalurg Skopje, für den er in der EHF Champions League 2016/17 52 Tore erzielte. Die nächsten beiden Spielzeiten verbrachte der Rechtshänder beim polnischen Erstligisten Wisła Płock, mit dem er zweimal Vizemeister wurde. Mit dem belarussischen Verein Brest GK Meschkow gewann er 2020 Meisterschaft und Pokal. Ein Jahr später gewann er mit dem kroatischen Verein RK Zagreb das nationale Double. In Nordmazedonien lief er in der Saison 2021/22 für RK Eurofarm Pelister auf. Seit 2022 steht Obradović beim ungarischen Verein Tatabánya KC unter Vertrag.

### Nationalmannschaft
Während seiner Zeit bei Metalurg Skopje sollte Obradović die nordmazedonische Staatsbürgerschaft annehmen und zukünftig für die nordmazedonische Nationalmannschaft auflaufen. Letztlich entschied er sich für Serbien. Mit der serbischen Nationalmannschaft nahm er an der Europameisterschaft 2018 und der Weltmeisterschaft 2019 teil. Bisher bestritt er mindestens 46 Länderspiele, in denen er 54 Tore erzielte.